# Bill Gates
 Der er for få eller ingen kildehenvisninger i denne artikel, hvilket er et problem. Du kan hjælpe ved at angive troværdige kilder til de påstande, som fremføres i artiklen.

William Henry Gates III (født 28. oktober 1955), bedst kendt som Bill Gates, er medgrundlægger, tidligere bestyrelsesformand og tidligere hovedsoftwarearkitekt for Microsoft. Per 2009 er han den rigeste privat i verden, og det menes, at han tjener 232 dollar i sekundet. Han fratrådte fra Microsoft i år 2020.
Bill Gates meddelte på det sociale medie LinkedIn den 13 marts 2020, at han træder tilbage fra bestyrelsen i Microsoft, som han fortsat har været en del af, efter han stoppede som adm. direktør for softwarevirksomheden i 2000. På det sociale medie LinkedIn skrev Bill Gates, at nu er det rette tidspunkt at træde af, så han kan prioritere sin tid på filantropi. Det skal blandt andet ske gennem fonden Bill & Melinda Gates Foundation. Bill Gates har dog ikke sluppet Microsoft helt. Han er trods salg af en pæn af sine aktier stadig Microsofts største enkeltaktionær med en ejerandel på 1,4 procent.
Gates er en af de mest kendte iværksættere i PC-branchen. I forretningskredse er han respekteret for sit intellekt, sin evne til at forudse udviklingen på markedet og sit høje ambitionsniveau.[kilde mangler] Derudover har hans forretningsmetoder været genstand for kritik.[kilde mangler] I adskillige lande har han således tabt retssager, bl.a. i USA.
Efter at have samlet sin formue har Bill Gates vist sig som filantrop. I januar 2000 grundlagde han sammen med sin hustru en velgørende organisation, The Bill & Melinda Gates Foundation, med foreløbig 27 milliarder dollar til rådighed. I alt har han doneret omkring 51% af sin samlede formue til velgørende formål, og han har (ifølge Forbes) givet mere til velgørenhed end nogen anden person.
Bill Gates skrev på Twitter om sin kommende separation med sin kone gennem 27 år, Melinda Gates. Sammen har de 3 børn.

## Biografi

### Den unge Bill Gates
Bill Gates blev født i Seattle, Washington. Hans far, William H. Gates, Sr., var advokat, og hans mor, Mary Maxwell Gates, var bestyrelsesmedlem i Berkshire Hathaway, First Interstate Bank, Pacific Northwest Bell samt United Way, og senere blev hun det første kvindelige medlem af universitetsbestyrelsen ved University of Washington. Gates har to yngre søstre, Kristanne og Libby. Hans morfar, J. W. Maxwell, var bankdirektør, og efter sigende etablerede han en fond på flere millioner til Gates det år, han blev født. Gates har dog i magasinet Playboy nægtet at have haft nogen fonde fra barnsben. Ifølge Gates har han kun fået betalt sin dyre skolegang.
I grundskolen brillerede Gates, især i matematik og naturvidenskab. Han gik på Lakeside, der var Seattles mest eksklusive skole. Lakeside lejede i perioden en DEC PDP-10, og det gav Gates en unik mulighed for at dyrke sin interesse for computere. Gates var med i spejderkorpset og nåede rangen Life Scout. I High school grundlagde han sammen med Paul Allen Traf-O-Data, et firma, der solgte edb-systemer til regeringer. Derudover hjalp han med at udvikle et lønningsliste-system i COBOL for et firma i Portland, Oregon.
Da han var 13 år, lavede han allerede små enkle programmer som "Kryds og Bolle". I matematikdelen af den amerikanske SAT-prøve formåede han engang at få 800 ud af 800 mulige point.[kilde mangler]
Ifølge en presseundersøgelse fik Gates 1590 ud af 1600 mulige point (800, den højest mulige score, i matematikdelen) i sin SAT-prøve og havde mulighed for at indskrive sig til Harvard University hvilket han gjorde i 1973. Der læste han Computer science og mødte sin fremtidige kompagnon Steve Ballmer. Under sit andet år på Harvard skrev han, sammen med Paul Allen og Monte Davidoff, BASIC til Altair 8800en. Gates droppede ud under sit tredje år i forsøget på at etablere en karriere inden for softwareudvikling.
Den 13. december 1977 arresteredes Gates kortvarigt i Albuquerque for en trafikforseelse.